# Zingiber vittacheilum
Zingiber vittacheilum là một loài thực vật có hoa trong họ Gừng. Loài này được Pramote Triboun và Kai Larsen miêu tả khoa học đầu tiên năm 2014.

## Mẫu định danh
Mẫu định danh: Triboun P. 3405 thu thập ngày 17 tháng 9 năm 2002 ở tọa độ 16°1′0″B 98°51′46″Đ / 16,01667°B 98,86278°Đ, tại huyện Umphang, tỉnh Tak, miền tây Thái Lan. Holotype lưu giữ tại Văn phòng Bảo vệ các loại Thực vật ở Băng Cốc, Thái Lan (BK); isotype lưu giữ tại Đại học Khon Kaen ở Khon Kaen, Thái Lan (KKU).

## Phân bố
Loài này có tại tỉnh Tak, miền tây Thái Lan. Môi trường sống là bìa các khu rừng từ thường xanh khô tới các rừng khộp (Dipterocarpaceae).

## Mô tả
Các chồi lá cao 2-2,2 m. Các bẹ lá có lông tơ, màu đỏ. Phiến lá hình mác, ~50 × 9 cm, đỉnh nhọn thon, đáy tù, màu xanh lục cả hai mặt, nhẵn nhụi mặt trên, khi non có lông sau trở thành nhẵn nhụi ở mặt dưới, gân giữa rậm lông. Cuống lá dài 6–10 mm, màu đỏ. Lưỡi bẹ nguyên, hình lưỡi, dài ~3 cm, đỉnh cắt cụt hoặc chẻ đôi, màu đỏ ánh nâu, có lông tơ. Cụm hoa 1-2, mọc từ thân rễ. Cuống cụm hoa có bẹ màu đỏ. Cành hoa bông thóc hình đầu. Lá bắc ~4,8 × 1,4 cm, màu đỏ, có lông tơ ở mặt ngoài. Lá bắc con ~4,2 × 1,3 cm, màu đỏ. Đài hoa dài ~2,6 cm; các thùy dài ~1,5 cm, trở thành nhẵn nhụi cả hai mặt. Tràng hoa màu hồng nhạt; ống tràng dài ~3,8 cm, màu trắng, có lông tơ; thùy tràng lưng ~3,7 × 0,7 cm; các thùy tràng bên ~3,6 × 0,6 cm. Cánh môi màu trắng với gân màu tím tươi dọc theo rìa, 3-3,2 × 1,8 cm, các thùy bên tiêu giảm. Bao phấn dài ~1,5-1,7 cm, màu vàng; chỉ nhị dài ~4 mm; phần phụ dài 1-1,2 cm, màu vàng. Bầu nhụy ~7 × 4 mm, rậm lông. Noãn 31-34 mỗi ngăn. Quả không rõ. Ra hoa từ tháng 7 đến tháng 8.